# Step Into Christmas
Step into Christmas è una brano musicale a tema natalizio inciso da Elton John e pubblicato come singolo in versione 45 giri. nel 1973. Autori del brano sono lo stesso Elton John (melodia) e Bernie Taupin (testo). 

Il singolo, uscito il 26 novembre del 1973 con Ho! Ho! Ho! (Who'd Be a Turkey at Christmas) come lato B , raggiunse il 24º posto nel Regno Unito. In seguito raggiunse anche il primo posto nella classifica americana riservata ai canti natalizi, e apparve nelle classifiche Cashbox Top 100.
Il brano è stato in seguito pubblicato in varie raccolte del musicista britannico, tra cui Rare Masters (1992), To Be Continued... (1990) e Elton John's Christmas Party (2005/2006). È stata inoltre inserita nel 1995 nella ristampa rimasterizzata dell'album Caribou (1974) come traccia bonus, pur essendo stata creata durante il periodo di Goodbye Yellow Brick Road.

## Descrizione
Come altri brani a sfondo natalizio realizzati da cantanti contemporanei, anche Step Into Christmas fonde il tema "Natale" con il tema "amore": la canzone si presenta infatti come una lettera indirizzata alla persona amata, che viene ringraziata per l'anno trascorso e con la quale ci si augura di trascorrere anche le feste, per guardare insieme la neve cadere, fare un brindisi, ecc.
La melodia, conforme al testo, è briosa e mette in evidenza Elton al pianoforte accompagnato dalla sua onnipresente band.

## Tracce
7"
1. Step Into Christmas – 4:10
2. Ho! Ho! Ho! (Who'd Be a Turkey at Christmas) – 4:04

## Cover
La canzone è stata incisa anche dalle band The Wedding Present e The Business.

## Classifiche
| Classifica (2020) | Posizione massima |
| ----------------- | ----------------- |
| Australia         | 37                |
| Canada            | 41                |
| Nuova Zelanda     | 36                |
| Regno Unito       | 8                 |
| Svizzera          | 42                |